# Maren Lundby
Maren Olstad Lundby (Gjøvik, 7 de septiembre de 1994) es una deportista noruega que compite en salto en esquí.
Participó en dos Juegos Olímpicos de Invierno, obteniendo una medalla de oro en Pyeongchang 2018, en la prueba de trampolín normal individual, y el octavo lugar en Sochi 2014, en la misma prueba.
Ganó diez medallas en el Campeonato Mundial de Esquí Nórdico entre los años 2015 y 2023.

## Palmarés internacional
| Juegos Olímpicos   | Juegos Olímpicos            | Juegos Olímpicos  | Juegos Olímpicos    |
| Año                | Lugar                       | Medalla           | Prueba              |
| ------------------ | --------------------------- | ----------------- | ------------------- |
| 2018               | Pyeongchang (Corea del Sur) | Medalla de oro    | TN individual       |
| Campeonato Mundial |                             |                   |                     |
| Año                | Lugar                       | Medalla           | Prueba              |
| 2015               | Falun (Suecia)              | Medalla de plata  | TN equipo mixto     |
| 2019               | Seefeld (Austria)           | Medalla de oro    | TN individual       |
| 2019               | Seefeld (Austria)           | Medalla de bronce | TN por equipo       |
| 2019               | Seefeld (Austria)           | Medalla de bronce | TN equipo mixto     |
| 2021               | Oberstdorf (Alemania)       | Medalla de oro    | TG individual       |
| 2021               | Oberstdorf (Alemania)       | Medalla de plata  | TN individual       |
| 2021               | Oberstdorf (Alemania)       | Medalla de plata  | TN por equipo mixto |
| 2021               | Oberstdorf (Alemania)       | Medalla de bronce | TN por equipo       |
| 2023               | Planica (Eslovenia)         | Medalla de plata  | TG individual       |
| 2023               | Planica (Eslovenia)         | Medalla de bronce | TN por equipo       |